# Leistungsmotivation
Die Leistungsmotivation ist eine „allgemeine und relativ überdauernde Tendenz, als wesentlich bewertete Aufgaben mit Energie und Ausdauer bis zum erfolgreichen Abschluss zu bearbeiten“.
Das Konstrukt der Leistungsmotivation entstammt der Entwicklungspsychologie, findet aber auch in der Persönlichkeitspsychologie und vor allem in der pädagogischen Psychologie Anwendung. Es beschreibt allgemein die Tendenz einer Person, sich für oder gegen Handlungsalternativen zu entscheiden, in deren Ausführung das Erbringen von subjektiv wahrgenommener Leistung zu erwarten ist. Viele Forscher bezweifeln jedoch den Wert dieses Konstrukts, da es für alle vorhandenen empirischen Befunde Alternativerklärungen gibt. Es gibt bislang kein gutes Messinstrument für Leistungsmotivation als angenommenes Persönlichkeitsmerkmal, sodass der Intelligenzquotient immer noch der bessere Prädiktor für Erfolg ist.

## Psychologische Modelle der Leistungsmotivation
David McClelland et al. (1953) definieren Leistungsmotivation als ein „sich-mit-einem-Tüchtigkeitsmaßstab-Auseinandersetzen“. Aufbauend auf Arbeiten von Henry Murray (1938) postulierte McClelland (1961) in seiner Theorie der Bedürfnisse, dass die Motivation einer Person aus drei dominierenden Bedürfnissen resultiere: dem Bedürfnis nach Leistung (englisch Achievement), Macht (englisch Power) und Zugehörigkeit (englisch Affiliation). Leistung wird nach dieser Vorstellung an subjektiven Qualitätsansprüchen gemessen.
Nach der Theorie von John William Atkinson (1957) ist ein Anreiz ausschlaggebend, um eine Leistungsmotivation bei einem Individuum zu erreichen, was er in seiner Erwartungs-Wert-Theorie formulierte. Demnach ist der Wert hauptsächlich als ein Affekt, eine Gefühlsäußerung bzw. eine Emotion zu bezeichnen, die das subjektive Gefühl eines Individuums begleitet, wenn die geforderte Leistung erbracht wurde. Er formuliert in seiner These, dass, je geringer die Chancen sind, das vom Individuum anvisierte Ergebnis zu erreichen, umso mehr Leistung erbracht werde, um das Ergebnis zu erreichen, da der Einzelne am Ende umso stolzer auf das Ergebnis seiner Leistung ist. Gleichzeitig wirkt der Anreiz, Misserfolge zu vermeiden. Laut Atkinson wählen Menschen, bei denen die Erfolgsmotivation größer ist als die Misserfolgsvermeidungsmotivation, Aufgaben mittlerer Schwierigkeit, während im umgekehrten Fall sehr leichte und sehr schwere Aufgaben bevorzugt werden. Das Ergebnis ist somit abhängig von der Leistungsbereitschaft und dem Leistungswillen des Einzelnen.
Weiner (1972, 1974) war Schüler von Atkinson und verband das Erwartungs-mal-Wert-Modell der Leistungsmotivationsforschung mit den Kausalattributionstheorien von Heider (1958) und Rotter (1966). Nach Weiner kann der Erfolg oder Misserfolg einer Handlung (retrospektiv, aber auch prospektiv) unterschiedlichen Ursachen zugeschrieben werden, was das Leistungsverhalten maßgeblich beeinflusst. (Vgl. Leistungsmotivation und Attribution).
Ein bekannter Motivationsforscher aus dem deutschen Sprachraum ist Heinz Heckhausen. In seinen Arbeiten zur Leistungsmotivation und Handlungsmotivation allgemein finden sich sowohl Ideen von McClelland als auch von Atkinson wieder. Ein Handeln ist nach Heckhausen leistungsorientiert, wenn die eigenen „Handlungen oder Handlungsergebnisse auf einen Tüchtigkeitsmaßstab bezogen werden, den man für verbindlich hält, so dass am Ende letztlich Erfolg oder Misserfolg steht.“ (Heckhausen, 1974) In seinem erweiterten Motivationsmodell (1977) hat Heckhausen, aufbauend auf den Erwartung-mal-Wert-Theorien, ein Motivationsmodell für zielgerichtetes Handeln entwickelt, bei dem Motive, Anreize, Erwartungen, Instrumentalitäten und Attributionen als Hauptfaktoren der Motivation angenommen werden.
Nach der von Deci und Ryan (2000, 2008) begründeten Selbstbestimmungstheorie (SDT) ist das psychologische Grundbedürfnis nach Kompetenz zusammen mit den Bedürfnissen nach Autonomie und sozialer Eingebundenheit die Basis für qualitativ hochwertiges Verhalten. Aus Sicht dieser Theorie bestehen Gemeinsamkeiten mit der Leistungsmotivation (SDT) in der Unterscheidung von Kompetenz erweiternden gegenüber Kompetenz demonstrierenden Verhaltenszielen sowie besonders in der Ansicht, wie Lernumgebungen optimal gestaltet werden sollten. Dagegen sieht die Selbstbestimmungstheorie in dem eigenen Instrumentarium detailliertere Möglichkeiten zur Verhaltensbeschreibung als in den von den Theorien der Leistungsmotivation bereitgestellten Instrumenten.

### Atkinsons Theorie der Leistungsmotivation (Risiko-Wahl-Modell)
Atkinson geht davon aus, dass alle Gründe des menschlichen Verhaltens bekannt sind und Entscheidungen aufgrund von Vernunft und Rationalität getroffen werden. Neben allen existierenden menschlichen Bedürfnissen fokussierte sich Atkinson vor allem auf das Bedürfnis bzw. Motiv nach Leistung. Darunter ist die Bewältigung von Aufgaben zu verstehen, die als Herausforderung erlebt werden. Das sogenannte Leistungsmotiv liegt der Persönlichkeit eines Menschen zugrunde und ist somit ein individuelles, überdauerndes Persönlichkeitsmerkmal, welches das menschliche Verhalten determiniert. Zudem ist das Leistungsmotiv auch von Situationsmerkmalen abhängig. Atkinson’s Risiko-Wahl-Modell beschäftigt sich mit der Frage, welche von verschiedenen Leistungsaufgaben bzw. Handlungsalternativen in einer bestimmten Situation ausgewählt werden. Die Wahl einer Leistungsaufgabe wird bestimmt durch die Tendenz Erfolg anzustreben ({\displaystyle Te}) und bzw. oder die Tendenz Misserfolg zu vermeiden ({\displaystyle Tm}). Anhand eines mathematischen Modells versucht er Vorhersagen über Handlungsalternativen zu treffen und die resultierende Tendenz {\displaystyle Tr} zu finden:
{\displaystyle Tr=Te+Tm}.
Die Tendenz, Erfolg aufzusuchen ({\displaystyle Te}) ist ein Produkt aus 3 Variablen:

1) Leistungsmotiv/Erfolgsmotiv ({\displaystyle Me}):
Disposition einer Person, Fähigkeit, Stolz nach Erfolg zu empfinden;
2) Subjektive Erwartung von Erfolg für bestimmte Aufgabe ({\displaystyle We})
Erwartung einer Person, dass Handlung erfolgreich zum Ziel führt:
situative Variable, die mittels eigener Erfahrungen erlernt wird,
Erwartung kann anhand von Prozentwerten angegeben werden;
3) Anreiz dieses Erfolgs ({\displaystyle Ae}):
Stolz auf eine erfolgreiche Aufgabenbearbeitung ist umso größer, je schwieriger diese ist:
→{\displaystyle Ae=\left(1-We\right)}.
Damit ergibt sich folgende Multiplikation:
{\displaystyle Te=Me\cdot Ae\cdot We}.
Die Tendenz, Erfolg aufzusuchen, ist nach dieser Formel für Aufgaben mittlerer Schwierigkeit am größten. Streben nach Erfolg ist für Personen mit hohem Erfolgsmotiv durchweg für alle Aufgabenschwierigkeiten höher als für Personen mit niedrigem Erfolgsmotiv.
Tendenz, Misserfolg zu vermeiden

1) Misserfolgsmotiv ({\displaystyle Mm}):
Disposition einer Person, Fähigkeit, Scham nach Misserfolg zu empfinden,
Angst vor Leistungsbewertungen und Vermeidungstendenz gegenüber Leistungssituationen;
2) Wahrscheinlichkeit von Misserfolg ({\displaystyle Wm}):
resultiert aus der Wahrscheinlichkeit von Erfolg:
→{\displaystyle Wm=\left(1-We\right)}.
3) „Anreiz“ von Misserfolg ({\displaystyle Am}):
Misserfolge sind bei unterschiedlichem Aufgabenschwierigkeitsgrad unterschiedlich unangenehm,
Je leichter eine Aufgabe, desto größer das Schamgefühl bei Nichtbestehen der Aufgabe:
→{\displaystyle Am=\left(1-Wm\right)}.
Damit ergibt sich folgende Multiplikation:
{\displaystyle Tm=Mm\cdot Am\cdot Wm}.
Die Tendenz, Misserfolg zu vermeiden, ist nach dieser Formel für Aufgaben mittlerer Schwierigkeit am größten. Vermeiden von Misserfolg für Personen mit hohem Misserfolgsmotiv ist höher als für diejenigen mit geringem Misserfolgsmotiv.
Leistungshandeln:
Leistungsaufgaben werden aufgesucht, wenn {\displaystyle Te} > {\displaystyle Tm}. Ist {\displaystyle Te} < {\displaystyle Tm}, wird die Leistungsaufgabe nicht bearbeitet. Das Leistungshandeln wird allerdings auch durch extrinsische Motivationen ({\displaystyle Tex}) wie z. B. Belohnung und Zwang, beeinflusst.
Damit ergibt sich folgende Addition:
{\displaystyle Leistungshandeln=Tr+Tex}
Dabei sind folgende Kurzbezeichnungen üblich:
{\displaystyle Me} = Erfolgsmotivation, eine persönliche Eigenschaft,
{\displaystyle We} = Erfolgswahrscheinlichkeit, eine Eigenschaft der jeweiligen Aufgabe,
{\displaystyle Ae} = Erfolgsanreiz = {\displaystyle \left(1-We\right)} (Wahrscheinlichkeit des Erfolgs),
{\displaystyle Te} = Erfolgstendenz = {\displaystyle Me\cdot WeAe=Me\cdot We\cdot \left(1-We\right)}.
{\displaystyle Mm} = Misserfolgsvermeidungsmotivation, eine persönliche Eigenschaft,
{\displaystyle Wm} = Misserfolgswahrscheinlichkeit {\displaystyle =\left(1-We\right)=Ae},
{\displaystyle Am} = Misserfolgsanreiz {\displaystyle =\left(1-Wm\right)} (Wahrscheinlichkeit des Misserfolgs),
{\displaystyle Tm} = Misserfolgsvermeidungstendenz {\displaystyle =Mm\cdot Wm\cdot Am=Mm\cdot Wm\cdot \left(1-Wm\right)}.
{\displaystyle T}  = Gesamtwert der Handlungstendenz
Die Funktionen {\displaystyle Te}, {\displaystyle Tm} und {\displaystyle T} sind symmetrische Parabeln mit dem Definitionsbereich 0..1 und einem Extremwert an der Stelle 0,5. Je nach Stärke der beiden Personenvariablen {\displaystyle Me} und {\displaystyle Mm} kann die Summenparabel {\displaystyle T} positive oder negative Werte haben. Der Gesamtwert der Handlungstendenz ist in diesem Zusammenhang zu interpretieren als Grad der Motivation, diese Handlung auszuführen. Negative Werte bedeuten eine aversive Haltung in deren Folge die Handlungsausführung unterbleibt.
Beispiel:

Eine Person habe eine mit dem (weder reliablen noch validen) TAT gemessene Erfolgsmotivation von 8, sowie eine mit einem Testangst-Test gemessene Misserfolgsvermeidungsmotivation von 3. Die Te dieser Person bei Aufgaben verschiedener Schwierigkeitsgrade zeigt die rote Kurve, ihre Tm zeigt die grüne Kurve. Die Differenz T (blau, Gesamtmotivation) ist insgesamt positiv und zeigt die höchsten Werte im Bereich mittelschwerer Aufgaben.
Die zweite Vorhersage von Atkinsons Modell, dass nämlich Personen mit geringer Erfolgsmotivation und hoher Misserfolgsvermeidungsmotivation mittelschwere Aufgaben vermeiden und stattdessen sehr schwere und sehr leichte Aufgaben wählen, konnte nicht bestätigt werden.
Die Tendenz jedes Einzelnen ist über die Personenvariablen untrennbar mit seinen Erfahrungen verbunden. Einzelheiten hierzu finden sich im Artikel zum Erwartung-mal-Wert-Modell.

### Leistungsmotivation und Ursachenzuschreibung (Attribution)
Seit den 1970er Jahren wurden zunehmend die Beziehungen der sogenannten Kausalattribuierung (Ursachenzuschreibungen, z. B. für Erfolg oder Misserfolg) zur Leistungsmotivation untersucht (vgl. Gage & Berliner, 1996). Die wichtigsten Zusammenhänge werden im Folgenden dargelegt.
„Ich habe die Schule geschafft, weil ich klug bin.“ Erfolg wird normalerweise auf interne (personenbezogene) Ursachen zurückgeführt (attribuiert), z. B. auf hohe Fähigkeit, und Misserfolg auf externe Faktoren, z. B. Pech, hohe Schwierigkeit der Aufgabe. Dieses Attributionsmuster nennt man erfolgsorientiert. Es wirkt sich positiv auf den Selbstwert aus und findet sich bei Menschen mit ausgeprägter Leistungsmotivation. Wer Erfolg sich selbst zuschreibt und Misserfolg den Anderen oder den Umständen sucht sich Aufgaben mit mittlerer Schwierigkeit, setzt sich also realistische Ziele und erreicht diese, was zu einem realistischen, positiven Selbstbild führt.
Bei einem misserfolgsorientierten Attributionsmuster wird Erfolg auf externe Ursachen attribuiert (z. B. Glück) und Misserfolg auf interne Ursachen (eigene Unfähigkeit). Ein solches Attributionsmuster schadet dem Selbstwert und ist mit den pessimistischen Denkweisen verwandt, die für eine Depression typisch sind. Misserfolgsorientierte Personen suchen sich sehr leichte oder manchmal sehr schwere Aufgaben und vermeiden damit ein realistisches Feedback zu ihrer eigenen Fähigkeit, da das realistische Feedback in ihren Augen nur die als gering angenommene Fähigkeit widerspiegelt.
Die Ursache für Unterschiede im Verhalten von erfolgsmotivierten und misserfolgsmotivierten Personen liegt, so erläutert Heckhausen (2010), darin, dass sich die Handlungsdirektiven, welche sie befolgen an unterschiedlichen Maßstäben orientieren.
Erfolgsmotivierte streben in erster Linie danach, ihre Fähigkeiten und Kompetenzen zu steigern und ihre Tüchtigkeit unter Beweis zu stellen. Schon die Erbringung der Leistung wird begleitet von positiven Erwartungsemotionen, welche das Streben nach Selbstverbesserung stimulieren. Außerdem beeinflusst die Erfolgszuversicht von Erfolgsmotivierten die Zielsetzungen beim Bearbeiten von Aufgaben: sie wählen üblicherweise Aufgaben, welche leicht über dem Schwierigkeitsgrad ihrer bisherigen Leistungen liegen, da dies ihnen Gelegenheit gibt ihre Strebsamkeit zu beweisen. Wie schon erwähnt liegt das Leistungsniveau von Erfolgsorientierten im mittleren oder sogar leicht überdurchschnittlichen Bereich, weshalb sie in der Regel gleich oft Erfolg haben wie sie Misserfolge einstecken müssen. Der Selbstwert von Erfolgsmotivierten leidet jedoch nicht unter der Tatsache, dass sie eine gleiche Anzahl von Erfolgen und Misserfolgen haben, da Erfolge in ihnen in größerem Maß ein Gefühl von Stolz auslösen als Misserfolge bei ihnen Scham bewirken. So können erfolgsmotivierte Menschen trotz einer ausgeglichenen Bilanz von Erfolgen und Misserfolgen eine positive Selbstbewertung beibehalten. Erfolgsorientierte Menschen neigen dazu, ihre Misserfolge auf externe Ursachen zurückzuführen, führen sie aber auch teilweise auf mangelnde Bemühungen zurück. Nur ihre eigenen Kompetenzen zweifeln sie nicht an und sehen so in jedem ihrer Misserfolge eine Möglichkeit bei zukünftigen Anläufen bessere Leistungen zu erbringen.
Misserfolgsmotivierte neigen, anders als Erfolgsmotivierte, dazu sich zu schwere oder zu leichte Aufgaben zur Bearbeitung zu wählen. Misserfolge werden meist auf mangelndes Können und fehlende Kompetenz zurückgeführt, was in erster Linie der Grund dafür ist, dass sie Misserfolge als derart beschämend empfinden. Erfolge hingegen werden nicht auf ihre eigenen Kompetenzen zurückgeführt, weshalb ihr Selbstwert massiv leidet. Selbst wenn Misserfolgsorientierte – wie Erfolgsorientierte – Aufgaben mittlerer Schwierigkeit wählen würden, würde ihre Selbstwertbilanz letztendlich negativ ausfallen, da selbst bei einer gleichen Anzahl von Erfolgen und Misserfolgen das Gefühl des Versagens nicht durch Stolz über Erfolge kompensiert werden würde. So würden Misserfolgsmotivierte selbst bei gleichen Leistungen wie Erfolgsmotivierte unter ihrer negativen Selbstbewertung leiden. Misserfolgsmotivierte befolgen eine Handlungsdirektive, die stark im Kontrast zu der von Erfolgsorientierten steht. Ihr Ziel ist es, Belastungen des Selbstwertes zu reduzieren oder sogar komplett zu vermeiden. Ihr Verhalten hat so nicht zum Ziel, die eigene Kompetenz zu verbessern, sondern ihren Selbstwert zu beschützen. Die Furcht vor Misserfolgen bringt also Misserfolgsmotivierte dazu, zu leichte oder zu schwere Aufgaben zu wählen, Leistungen abzubrechen oder mangelnde Ausdauer an den Tag zu legen, da sie durch diese Handlungen hoffen eine Belastung ihres Selbstwertes zu minimieren. Dieses Verhalten steht dem Erwerb von Kompetenzen massiv im Wege.
Die Attributionstheorie von Weiner (1986) unterscheidet nicht nur bezüglich der Ursachenlokalisierung (intern vs. extern), sondern auch hinsichtlich der Stabilität der Ursache (stabil: „Ich bin generell unfähig“ vs. instabil: „Ich hatte einen schlechten Tag“) und hinsichtlich der Kontrollierbarkeit (schlechte Vorbereitung auf eine Klausur ist kontrollierbar; Pech ist nicht kontrollierbar).

## Typische Befunde zur Leistungsmotivation
Es wurde bereits erwähnt, dass Personen mit hoher Leistungsmotivation ihren Erfolgen und Misserfolgen andere Ursachen zuschreiben als Personen mit niedriger Leistungsmotivation. Erwähnt wurde auch, dass Personen mit hoher Leistungsmotivation mittelschwere Aufgaben bevorzugen und Personen mit niedriger Leistungsmotivation eine realistische Selbsteinschätzung meiden und leichte oder sehr schwierige Aufgaben wählen, an denen jeder scheitern würde.
Weitere Befunde (zitiert nach Gage & Berliner, 1996):
- eine hohe Leistungsmotivation steht im Zusammenhang mit höherer Ausdauer und höherer Misserfolgstoleranz bei der Bearbeitung von Aufgaben (z. B. French & Thomas, 1958; Weiner & Kukla, 1970)
- leistungsmotivierte Schüler versuchen sich an mehr Aufgaben und lösen mehr Aufgaben korrekt (z. B. Wendt, 1955)

### Leistungsmotivation bei älteren Personen
Mit zunehmendem Alter verschiebt sich die Leistungsmotivation von einem eher extrinsischen, kompetitiven zu einem eher intrinsischen Leistungsmuster (Maehr & Kleiber, 1981).
Laut der Sozio-emotionalen Selektivitätstheorie (Carstensen, 1995) suchen sich Individuen ihre Ziele in Übereinstimmung mit der Wahrnehmung von Zukunft als begrenzt oder unbegrenzt. Da mit zunehmendem Alter Zeit auch als begrenzter wahrgenommen wird, konzentrieren ältere Personen sich öfter auf kurzfristige Ziele (Botwinick, 1966).
Anhand einer großen Stichprobe hat Holahan (1988) aufgezeigt, dass Leistungsmotivation positiv mit körperlicher und psychischer Gesundheit korreliert. Weitere Ergebnisse weisen in diese Richtung, z. B. wurde von Bakker (2008) herausgefunden, dass Leistungsmotivation im Zusammenhang mit Kreativität, Produktivität und Gesundheit steht.

## Stufen der Leistungsmotivationsentwicklung
Theorien zur Entwicklung der Leistungsmotivation stimmen in vielen Punkten überein. Nach den Forschungen von Dweck & Leggett (1988) und denen von Nicholls (1979) werden acht Stufen der Leistungsmotivation beobachtet:
1. Das Kind hat Freude am Effekt
2. Das Kind entdeckt die Freude am Selbermachen
3. Das Kind entdeckt, dass das Handlungsergebnis und seine eigene Tüchtigkeit miteinander in Zusammenhang stehen.
4. Das Kind unterscheidet zwischen dem eigenen Können und der Schwierigkeit der gestellten Aufgabe
5. Das Kind setzt sich ein eigenes Anspruchsniveau
6. Das Kind sieht die eigene Anstrengung als Erklärung für seine Leistung
7. Die Fähigkeit als Erklärung für die Leistung des Kindes
8. Unterschiede bei der Wahrnehmungsbeurteilung von Glück und Anstrengung in den verschiedenen Altersgruppen.

Das Kind hat bis zum Ende des ersten Lebensjahres Freude am Effekt wenn diese absichtlich ausgeführt werden. Dieses Phänomen ist bekannt durch die Forschungen zur kognitiven Entwicklung von Jean Piaget an seinen eigenen Kindern und wurden von ihm als sekundäre Kreisreaktionen bezeichnet.
In der zweiten Stufe der Selbstmotivationsentwicklung beginnt das Kind, sich mit den Dingen selbst auseinanderzusetzen und drückt dies, wenn es von seiner Sprache her weit genug entwickelt ist, auch sprachlich aus. Dies geschieht etwa ab dem Ende des ersten und im Laufe des zweiten Lebensjahres.
Wenn das Kind entdeckt, dass das Handlungsergebnis und sein Tun in Zusammenhang zueinander stehen, drückt es dies durch Emotionen wie Freude oder Enttäuschung aus. Der Bezug zum Ergebnis wird als Hauptfaktor für die Entwicklung der Leistungsmotivation betrachtet.
Ein Kind entwickelt unter günstigen Bedingungen die Unterscheidungsfähigkeit zwischen dem eigenen Können als interner Ursache und der Schwierigkeit der Aufgabe als externer Ursache für eine Leistung mit ca. fünf Jahren. Erfolg und hohe Schwierigkeit werden demzufolge großem Können zugeschrieben.
In der nächsten Stufe werden die vorhergehend beschriebenen Ursachen für den Erfolg oder Misserfolg einer Aufgabe herangezogen, sozusagen als Gradmesser für die zu erbringende Leistung die das Kind sich selbst setzt. Diese individuelle Bezugsnorm entsteht erst im Alter von etwa viereinhalb Jahren. Erst sehr viel später, etwa mit acht Jahren, tritt der soziale Vergleich als soziale Bezugsnorm in den Vordergrund. Letztendlich werden je nach Situation beide Normen zur Bewertung der Leistungsmotivation herangezogen (Heckhausen 1972).
Aus einer Studie von Nicholls (1978) geht hervor, dass Kinder ab dem fünften bis sechsten Lebensjahr die eigene Anstrengung als Erklärung für eine Leistung sehen und eigene sowie Fremderfahrungen und Anschauungen als Maßstab für die Leistung und das Ergebnis erkennen.
Anders sieht die Darstellung des Kindes an eigenen Fähigkeiten und Fertigkeiten ab dem zehnten bis zwölften Lebensjahr aus. Kinder sehen die eigenen Fähigkeiten und Fertigkeiten als Grundlage und Erklärung für eine eigene Leistung, die mit dem Lernvorgang und der individuellen Entwicklung eng zusammenhängt (vergl. Dweck & Leggett 1988). Wird Fähigkeit veranschaulicht, so ist auch einem sechsjährigen Kind bereits möglich, Fähigkeit sinngemäß zu erklären. Anders fällt die Bewertung von Anstrengung und Fähigkeit aus. Hieraus ergibt sich bei jüngeren Kindern, dass Anstrengung und Fähigkeit den Erfolg ergeben, ohne eine Bewertung des Erfolges der Leistung. Bei älteren Kindern führen die vorher genannten sozialen Aspekte zu der Formel, dass die Größe der Anstrengung, des Energieaufwandes mit dem Quantum, der Güte der Fähigkeiten multipliziert die Menge, Güte des Ergebnisses in positivem oder negativem Maße beeinflusst. Hier gilt die einfache Formel:
Fähigkeit × Anstrengung = Höhe des erwarteten Ergebnisses
Bei der Beurteilung der Wahrnehmung von Glück und Anstrengung in den verschiedenen Altersstufen kommen Nicholls und Miller (1985) zu dem Ergebnis, dass Kinder erst mit etwa zwölf Jahren beurteilen können, ob die eigene Anstrengung für die Lösung einer Aufgabe maßgebend ist oder nicht. Grundschulkinder unterscheiden jedoch deutlich zwischen Anstrengung und Glück bei der Lösung einer ihnen gestellten Aufgabe.
Die oben beschriebenen Handlungsabläufe laufen bei Erwachsenen im Großen und Ganzen eher unbewusst ab und werden erst wieder im Zuge der Selbstreflexion zum Thema.
Holodynski (1992) und Stipek u. a.(1992) haben ebenfalls Phasenmodelle zur Entwicklung der Leistungsmotivation vorgelegt. Sie betonen darin die Rolle von sozialer Bewertung der kindlichen Handlungen durch seine Bezugspersonen als wesentliche Vermittlungsinstanz beim Übergang zu einer Selbstbewertung der Leistung.

### Zusammenfassung
Leistungsmotiviertes Handeln entsteht hauptsächlich anhand intrinsischer Motivation und hat ein Flow-Erlebnis als Folge. Es entsteht als Folge von Aktivität als Selbstzweck und der Freude am Effekt im ersten Lebensjahr. Erste emotionale Reaktionen auf Erfolg oder Misserfolg entstehen erst ab ca. zweieinhalb Jahren. Bereits im Vorschulalter ist zu erkennen, dass es Kinder gibt, die eher misserfolgsorientiert arbeiten, sowie Kinder, die erfolgsorientiert arbeiten. Dies kann sich als ein Persönlichkeitsmerkmal verfestigen und die Leistung des Kindes sehr stark beeinflussen. Einen Gütemaßstab für die Ansprüche, die das Kind an sich selbst stellt, bildet sich erst mit ca. dreieinhalb Jahren heraus, doch erst mit ca. viereinhalb Jahren orientiert es sich an seinem eigenen Gütemaßstab. Diese Altersangaben sind jedoch sehr stark von den genutzten Methoden sowie den dem Kind gestellten Aufgaben abhängig (talentabhängig). Der Gütemaßstab, den das Kind nutzt, ist bis zum Schulalter die individuelle Bezugsnorm, wobei der soziale Vergleich bei günstigen Entwicklungsbedingungen bereits am Ende der Kindergartenzeit beginnt (abhängig von der kognitiven Entwicklung des einzelnen Kindes). Ab dem Schulalter tritt die soziale Bezugsnorm endgültig in den Bewertungsprozess mit ein, sodass das Kind immer wieder zwischen seiner eigenen Bezugsnorm und der sozialen Bezugsnorm vergleicht und sich somit sein Fähigkeitskonzept herausbildet. Diese Herausbildung des eigenen Fähigkeitskonzeptes ist eine zwingende Voraussetzung für die Entwicklung der Selbsteinschätzung, wie die Studien von Nicholls (1984) ergaben, und bilden den Zentralbegriff des leistungsorientierten Handelns.
Leistungsorientiertes Handeln entsteht aus zwei verschiedenen Anlässen:
1. Es dient der Übung und damit der Verbesserung der Leistung (Aufgabenorientierung)
2. Es dient dem Zweck der Demonstration einer Fähigkeit (Egoorientierung)

Schreiben sich Personen niedrige Fähigkeiten selbst zu, so versuchen sie
1. hohe Fähigkeiten zu demonstrieren
2. niedrige Fähigkeiten zu verbergen und durch scheinbare hohe Qualifikation zu imponieren
3. ihre niedrigen Fähigkeiten zu akzeptieren und trotzdem ein gutes Ergebnis bei einer schwierigeren Aufgabe zu erhalten.

## Lehrereinfluss auf die Leistungsmotivation
In den Studien von Rheinberg (1980) wird auf den Einfluss der sozialen und individuellen Bezugsnorm des Lehrers verwiesen, der einen wesentlichen Einfluss auf die Leistungsmotivation der Schüler nehmen kann. So werden bei Lehrern mit individueller Bezugsnorm folgende Faktoren genannt, die Einfluss auf die Schülerleistung haben:
1. zeitstabile, interne Faktoren wie Fähigkeit und Fleiß
2. individuelle Lernsituation und Anforderungen an den Schüler
3. Tadel von überdurchschnittlichen Schülern, wenn die Leistungen abfielen.
4. Anerkennung und Lob für Schüler mit unterdurchschnittlicher Leistung bei signifikant besseren Leistungen.
5. eher auf den Schüler ausgelegter Unterricht.
6. Schüler sind eher erfolgsorientiert.

Die Bewertung der Schülerleistungen mit der Methode eines Lehrers mit sozialer Bezugsnorm fiel folgendermaßen aus:
1. mehr Lob an überdurchschnittliche Schüler auch bei abfallenden Leistungen.
2. Lob und Tadel erst nach Vollendung der Tätigkeit.
3. Schüler arbeiten eher misserfolgsorientiert.
4. eher negative Auswirkungen auf das Begabungsselbstbild und das Selbstkonzept der Schüler über mehrere Jahre hinweg.

Des Weiteren geht aus einer Längsschnittstudie von Ellen A. Skinner u. a.(1998) hervor, dass Kinder, die einen zuverlässigen und berechenbaren Lehrer hatten, eine optimale Entwicklung durchliefen, was sich positiv auf das Engagement und die Leistung im Unterricht auswirkte. Anders hingegen die Leistungen von Kindern mit weniger zuverlässigen Lehrern, die ihr Versagen eher äußeren Faktoren zuschrieben und dabei eher an Schulverdrossenheit und Leistungsversagen litten, was wiederum zu Zweifeln an den eigenen Fähigkeiten führte.
Demgegenüber kommt eine deutsche Längsschnittstudie zu dem Schluss, dass die Erfahrungsmuster der Schüler vor allem institutionell geprägt sind: Während die Schulverdrossenheit mit dem Übergang von Klasse 4 zur Klasse 5 stark ansteigt, nimmt das Selbstvertrauen der Schüler – vor allem das der unteren Leistungsgruppen – von Klasse 5 bis Klasse 9 sogar zu.

## Tests zur Leistungsmotivation
Um die Handlungsmotive von Menschen herauszufinden, kann man auf verschiedene Arten vorgehen.

### Indirekte Messung
Man kann eine indirekte Messung durchführen, d. h. ein Verfahren anwenden, bei dem die befragte Person aufgrund des sehr offen gestalteten Testmaterials ihre Antworten selbst sehr frei formulieren kann. So kann die Testsituation sehr nah an der Realität gestaltet werden und gibt sie der Testperson viele Möglichkeiten, ihre eigene Biographie in ihre Antworten miteinfließen zu lassen. Im Idealfall ist sich die Testperson nicht darüber im klaren, dass ihre Antworten dazu verwendet werden, Schlussfolgerungen auf ihre Motive anzustellen. Außerdem ist darauf zu achten, dass die Testsituation so gestaltet ist, dass das zu untersuchende Motiv bei der Testperson stimuliert wird und dass eine korrekte Auswertung der Ergebnisse, was sich schwierig gestalten kann, stattfindet. Ein Beispiel für ein Verfahren zur indirekten Messung der Leistungsmotivation ist der TAT (Thematical Apperception Test), der im Folgenden vorgestellt wird.
Die Messung von Leistungsmotivation (oder des Machtmotivs sowie des sozialen Anschlussmotivs) erfolgt klassischerweise mit dem TAT (Thematical Apperception Test) von Henry A. Murray. Dies ist ein projektives Verfahren (wie der Rorschachtest), bei dem die Probanden eine Reihe von Bildern sehen und ermutigt werden, dazu Geschichten zu erzählen. Die Geschichten werden aufgezeichnet und anhand eines Auswertungsschlüssels nach Hinweisen für das Leistungsmotiv durchsucht. Es wird sozusagen geprüft, durch was für eine „Motivbrille“ der Proband schaut, also ob er leistungsthematische Aspekte in die Bilder hineinprojiziert.

### Direkte Messung
Das Gegenstück zur indirekten Messung ist die direkte Messung, welche sich durch stark standardisiertes Testmaterial und vorgegebene Antwortmöglichkeiten auszeichnet. Einerseits besteht hierbei immer das Risiko, dass die Testperson sich selbst in einem guten Licht darstellen möchte und so das Ergebnis verzerrt oder sich selbst falsch einschätzt und dadurch den Wert ihrer Aussagen senkt. Andererseits sprechen die Tatsachen, dass Testverfahren zur direkten Messung von Motiven bedeutend leichter auszuwerten sind als Testverfahren zur indirekten Messung und dass sie eine hohe psychometrische Qualität aufweisen, durchaus für die Verwendung dieser standardisierten Methoden.
Im Folgenden werden einige standardisierte Tests zur Messung von Leistungsmotivation aufgeführt, die höhere Reliabilitäten (Messgenauigkeiten) und eine höhere Validität (Gültigkeit bei der Vorhersage von Verhalten oder Korrelationen mit verwandten Konzepten) als der TAT aufweisen. Als eignungsdiagnostische Instrumente werden sie im deutschsprachigen Raum vorrangig von Heinz Schuler vertrieben. Ein Einsatz der genannten Verfahren in Unternehmen sollte in Bezug auf die Zulässigkeit durch das Betriebsverfassungsgesetz (Betr.VG) vom Unternehmer vorab geklärt werden. Es gibt jedoch auch Tests, die für schuldiagnostische Zwecke entwickelt wurden.
- Leistungsmotivationsinventar LMI (Schuler & Prochaska, 2001)
- Bochumer Inventar zur berufsbezogenen Persönlichkeitsbeschreibung (Hossiep & Paschen, 2003), hieraus die entsprechende Skala „Leistungsmotivation“
- Achievement Motivation Inventory (AMI) (Schuler, Thornton, Frintrup & Mueller-Hanson, 2004)
- Sportbezogener Leistungsmotivationstest SMT (Frintrup & Schuler, 2007)
- RLMI-E. Regensburger Leistungs-Motiv-Inventar für Erwachsene. (Helmut Lukesch, K. Peters-Häderle: Hogrefe, Göttingen 2007)
- Skalen zur Erfassung der Lern- und Leistungsmotivation (SELLMO) (Spinath, Stiensmeier-Pelster, Schöne & Dickhäuser, 2002)